# Apolline de Malherbe
Pour les articles homonymes, voir Famille de Malherbe (Maine) et de Malherbe.
Apolline de Malherbe, née le 21 mars 1980 à Paris 16e, est une journaliste et animatrice audiovisuelle française. Elle a notamment travaillé pour la chaîne d'information en continu BFM TV entre 2007 et 2012 et y travaille de nouveau depuis 2013.
Depuis le 24 août 2020, elle est aux commandes de la matinale Apolline Matin diffusée en direct entre 6 h 30 et 8 h 30 en simultané sur RMC et RMC Découverte jusqu'en 2021 et depuis 2021 sur RMC Story.

## Biographie

### Famille
Apolline de Malherbe est la fille de Guy de Malherbe, peintre et propriétaire du château de Poncé, un manoir de style Renaissance construit vers 1542 et situé à une quinzaine de kilomètres de Marçon, et de Marie-Hélène de La Forest Divonne, galeriste. Elle a un frère, Jean, également galeriste.

### Études
Après des études de lettres, Apolline de Malherbe passe un master en sociologie politique à Sciences Po (2005) et un master en service public (la même année). Engagée politiquement, elle soutient la candidature de Jean-Pierre Chevènement en 2002. Elle fait alors partie du « Pôle républicain » qui soutient le candidat.

### Vie professionnelle
En début de carrière, elle intègre l'équipe chargée de préparer les interviews politiques matinales de Christophe Barbier. En 2007, elle publie son premier essai intitulé Politiques cherchent Audimat, désespérément (Albin Michel), ouvrage qui reçoit le prix Edgar-Faure du livre politique, puis elle rejoint le groupe NextRadioTV. Elle devient alors productrice à BFM Radio puis elle entre la même année à BFM TV comme chef d'édition, aux côtés de Ruth Elkrief, Olivier Mazerolle et Hedwige Chevrillon.
De 2008 à 2011, elle est correspondante de BFM TV à Washington, et en 2011, elle se fait connaître du grand public en couvrant l'affaire DSK pour cette chaîne et pour différents médias anglo-saxons, notamment CNN, NBC et ABC. En 2012, de retour en France, elle entre chez Canal+.
Après une année passée sur la chaîne cryptée, elle revient en septembre 2013 sur BFM TV en tant qu'intervieweuse et éditorialiste politique. Elle présente notamment BFM Politique et devient le « joker » de Jean-Jacques Bourdin dans Bourdin Direct. Parallèlement, elle enseigne le journalisme politique à Sciences Po. À la rentrée 2017, parallèlement à BFM Politique toujours animé de 12 h à 14 h le dimanche, elle présente une nouvelle émission politique Et en même temps, chaque dimanche entre 18 h et 20 h sur BFM TV. De la rentrée 2018 à début janvier 2019, elle est remplacée par Thierry Arnaud à la présentation de BFM Politique (12 h - 13 h) et Bruce Toussaint à Et en même temps (18 h - 20 h) en raison d'un congé maternité.
En février 2020, elle réalise une interview de l'avocat et pamphlétaire Juan Branco, au sujet de l'affaire d'« atteinte à l'intimité de la vie privée » Griveaux-Pavlenski, interview qu'elle conclut par la phrase : « Plus on vous entend, plus on se demande si Piotr Pavlenski n’est pas que l’exécutant et vous le manipulateur ». Juan Branco décide de saisir le Conseil supérieur de l'audiovisuel (CSA). Le journaliste Daniel Schneidermann, tout en estimant que « la bande-son est celle d'une interview exigeante (on aimerait que tous les journalistes télé interrogent leurs invités de cette façon) », critique « l'Apolline-image » et « la foire-expo aux mimiques de la journaliste de BFM, censées exprimer toutes les nuances de la réprobation ». Elle reçoit le soutien d'un autre confrère, Christophe Barbier, qui se dit « totalement solidaire » et estime que Juan Branco « aurait dû considérer à ce moment-là qu’être rudoyé, c’est la règle ». En revanche, 23 personnes saisissent le Conseil de déontologie journalistique et de médiation (CDJM), qui trouve la saisine « partiellement justifiée », indiquant que « l'ensemble de l’entretien avec M. Juan Branco témoigne d'une partialité envers l'interviewé qui dépasse la liberté d'investigation journalistique, et la dernière phrase prononcée par Mme Apolline de Malherbe ne respecte pas les règles déontologiques concernant les accusations sans preuve et le défaut d’offre de réplique »,.
À la rentrée de fin août 2020, à la suite de l'arrêt de la matinale Bourdin Direct animée par Jean-Jacques Bourdin depuis 2001 sur RMC, elle reprend les commandes de la case 6 h - 8 h 30 avec une nouvelle matinale intitulée Apolline Matin, toujours diffusée en simultané sur RMC et RMC Découverte. Elle arrête donc la présentation de ses émissions dominicales sur BFM TV, à savoir BFM Politique et Et en même temps (cette dernière n'est pas renouvelée à la rentrée). Elle continue également à remplacer Jean-Jacques Bourdin dans l'interview politique de 8 h 35 diffusée en simultané sur RMC et BFM TV. Puis également, elle remplace parfois sa consœur Ruth Elkrief dans l'émission Le rendez-vous.
Depuis le 19 juillet 2021, son émission Apolline Matin est transférée de RMC Découverte à RMC Story. Joker de Jean-Jacques Bourdin dans l'interview politique de 8 h 35, elle le remplace lorsqu'il est écarté de l'antenne après une plainte pour tentative d'agression sexuelle.
Le 8 février 2022, elle a un échange très tendu avec Gérald Darmanin, qui critique « une présentation très rapide et un peu populiste » des statistiques sur la sécurité sur lesquelles la journaliste l'interroge, et qui lui dit : « Calmez-vous, madame, ça va bien se passer »,,. Plusieurs journalistes et personnalités dénoncent un comportement inapproprié et sexiste du ministre de l'Intérieur,.
Le 16 juin 2022, elle crée le buzz en recevant une jeune militante de 22 ans du mouvement Dernière Rénovation, Sasha, sur le plateau de RMC. L'attitude méprisante de la journaliste suscite l'indignation des réseaux sociaux.
Son choix de ne pas qualifier le Rassemblement national de parti d'extrême droite est critiqué par plusieurs de ses confrères — Abel Mestre, journaliste du Monde, y voyant le « symptôme d'une pratique du journalisme qui se contente du commentaire et de la réaction à chaud plutôt que du travail de fond sur les histoires et projets des partis ».
Elle est également critiquée pour avoir lu en direct à l'antenne, sans vérification, un SMS de Rachida Dati commentant l'interview qu'elle menait en même temps avec Marine Tondelier — intervention jugée déplacée par plusieurs personnalités de gauche, y voyant là une main-mise de la parole gouvernementale sur les choix éditoriaux de la chaîne et de la journaliste.
En 2025, elle est dans l'émission Apolline chez vous sur RMC Story, à la rencontre d'anonymes qui racontent les difficultés de leur quotidien, en remplacement de C'est ça la France !, l'émission de Yasmine Oughlis et Mamouz, elle hérite de la plage horaire de 09h00 à 10h00 sur BFMTV en plus du face à face qui est de 08h30 à 09h00 à la suite du changement de grilles pour ce début d'année 2025

### Vie personnelle
Elle est mère de quatre enfants, dont deux garçons nés en 2006 et 2010 de sa précédente relation avec Alexis Morel, et une fille née en 2017. Elle a pour compagnon Harold Hauzy, psychanalyste, ancien conseiller en communication de Manuel Valls.

## Publication
- Politiques cherchent audimat, désespérément, Paris, éditions Albin Michel, 2007, 269 p. (ISBN 978-2-226-17594-6, BNF 40995031)